# Coppa d'Asia 1988
La Coppa d'Asia 1988 è stata la è 9ª edizione del massimo torneo di calcio asiatico per squadre nazionali maggiori maschili. La fase finale si è svolta in Qatar tra il 2 e il 18 dicembre 1988.

## Qualificazioni
Qatar (Nazione organizzatrice della manifestazione) e Arabia Saudita (detentrice del trofeo) sono qualificate automaticamente alla fase finale.
I rimanenti otto posti sono stati assegnati tramite un percorso di qualificazione che ha visto la partecipazione di 20 nazionali e lo svolgimento di 41 incontri tra il 4 febbraio e il 22 giugno 1988.

## Stadi
Le gare si sono disputate a Doha nel Al-Ahli Stadium e nel Qatar SC Stadium.

## Squadre qualificate
| Pr. | Squadra             | Data di qualificazione certa | Partecipante in quanto                                         | Ultima presenza |
| --- | ------------------- | ---------------------------- | -------------------------------------------------------------- | --------------- |
| 1   | Arabia Saudita      | 15 dicembre 1984             | Rappresentativa della nazione detentrice della manifestazione  | Singapore 1984  |
| 2   | Qatar               |                              | Rappresentativa della nazione organizzatrice della fase finale | Singapore 1984  |
| 3   | Emirati Arabi Uniti | 13 febbraio 1988             | 1ª classificata nel gruppo A di qualificazione                 | Singapore 1984  |
| 4   | Cina                | 16 febbraio 1988             | 2ª classificata nel gruppo A di qualificazione                 | Singapore 1984  |
| 5   | Kuwait              | 18 aprile 1988               | 1ª classificata nel gruppo B di qualificazione                 | Singapore 1984  |
| 6   | Giappone            | 18 aprile 1988               | 2ª classificata nel gruppo B di qualificazione                 | Esordiente      |
| 7   | Siria               | 3 giugno 1988                | 1ª classificata nel gruppo B di qualificazione                 | Singapore 1984  |
| 8   | Iran                | 4 giugno 1988                | 2ª classificata nel gruppo B di qualificazione                 | Singapore 1984  |
| 9   | Bahrein             | 22 giugno 1988               | 1ª classificata nel gruppo C di qualificazione                 | Esordiente      |
| 10  | Corea del Sud       | 22 giugno 1988               | 2ª classificata nel gruppo C di qualificazione                 | Singapore 1984  |

## Sorteggio dei gruppi
| Gruppo A            | Gruppo B       |
| ------------------- | -------------- |
| Corea del Sud       | Arabia Saudita |
| Emirati Arabi Uniti | Bahrein        |
| Giappone            | Cina           |
| Iran                | Kuwait         |
| Qatar               | Siria          |

## Arbitri
Di seguito è riportato l'elenco dei 12 arbitri selezionati per dirigere le gare della manifestazione, divisi per confederazione di appartenenza.
UEFA
-  George Courtney
-  Michel Vautrot
-  Erik Fredriksson
-  Yusuf Namoglu

Asian Football Confederation (AFC)
-  Ahmad Bash
-  Samuel Yam-Ming Chan
-  Stephen Ovinis
-  Hakim Shahid Syed
-  Salah Mohammed Karim

Confédération Africaine de Football (CAF)
-  Mohamed Hansal
-  Neji Jouini

CONCACAF
-  Vincent Mauro

## Risultati

### Fase a gironi

#### Gruppo A
| Arbitro: | Vautrot |

|                    |           |  |
| Bavi 6’ Peyous 89’ | Marcatori |  |

| Arbitro: | Courtney |

|                      |           |  |
| Lee Tae-Ho 8’ (rig.) | Marcatori |  |

| Doha 4 dicembre 1988, ore 15:00 UTC+3 | Giappone      | 0 – 0 | Iran | Qatar SC Stadium (4 000 spett.)\| Arbitro: \| Yam-Ming Chan \| |
| Arbitro:                              | Yam-Ming Chan |       |      |                                                                |

| Arbitro: | Fredriksson |

|                               |           |             |
| Muftah 17’ Musabah 26’ (aut.) | Marcatori | 35’ Mohamed |

| Arbitro: | Karim |

|                                     |           |  |
| Hwang Sun-hong 13’ Kim Joo-Sung 35’ | Marcatori |  |

| Arbitro: | Ovinis |

|            |           |  |
| Peyous 27’ | Marcatori |  |

| Arbitro: | Courtney |

|                                    |           |                                        |
| Al-Muhannadi 47’ (rig.) 80’ (rig.) | Marcatori | 10’ 72’ Chung Hae-Won 34’ Kim Joo-Sung |

| Arbitro: | Bash |

|  |           |               |
|  | Marcatori | 86’ Abdulaziz |

| Arbitro: | Jouini |

|                                           |           |  |
| Byun Byung-Joo 26’ 57’ Hwang Sun-hong 42’ | Marcatori |  |

| Arbitro: | Namoglu |

|                            |           |  |
| Mubarak 58’ 82’ Muftah 90’ | Marcatori |  |

| Pos. | Squadra             | P.ti | G | V | P | S | GF | GS | DR |
| ---- | ------------------- | ---- | - | - | - | - | -- | -- | -- |
| 1.   | Corea del Sud       | 8    | 4 | 4 | 0 | 0 | 9  | 2  | +7 |
| 2.   | Iran                | 5    | 4 | 2 | 1 | 1 | 3  | 3  | 0  |
| 3.   | Qatar               | 4    | 4 | 2 | 0 | 2 | 7  | 6  | +1 |
| 4.   | Emirati Arabi Uniti | 2    | 4 | 1 | 0 | 3 | 2  | 4  | -2 |
| 5.   | Giappone            | 1    | 4 | 0 | 1 | 3 | 0  | 6  | -6 |

#### Gruppo B
| Arbitro: | Fredriksson |

|                               |           |  |
| Al-Saleh 58’ 82’ Shehrani 82’ | Marcatori |  |

| Doha 3 dicembre 1988, ore 18:00 UTC+3 | Kuwait | 0 – 0 | Bahrein | Al-Ahli Stadium\| Arbitro: \| Mauro \| |
| Arbitro:                              | Mauro  |       |         |                                        |

| Arbitro: | Hansal |

|                                 |           |  |
| Sheng Gao 13’ Yuxin Hie 14’ 19’ | Marcatori |  |

| Doha 5 dicembre 1988, ore 18:00 UTC+3 | Arabia Saudita | 0 – 0 | Kuwait | Al-Ahli Stadium\| Arbitro: \| Pereira \| |
| Arbitro:                              | Pereira        |       |        |                                          |

| Arbitro: | Syed |

|                   |           |  |
| Zhang Xiaowen 78’ | Marcatori |  |

| Arbitro: | Namoglu |

|            |           |  |
| Nasser 63’ | Marcatori |  |

| Arbitro: | Mauro |

|                |           |                    |
| Al-Dossary 78’ | Marcatori | 44’ (rig.) Mahmoud |

| Arbitro: | Pereira |

|                |           |                                |
| Ma Lin 10’ 87’ | Marcatori | 60’ (rig.) Hussain 60’ Mansour |

| Arbitro: | Vautrot |

|  |           |             |
|  | Marcatori | 72’ Kessail |

| Arbitro: | Hansal |

|              |           |  |
| Al-Bishi 56’ | Marcatori |  |

| Pos. | Squadra        | P.ti | G | V | P | S | GF | GS | DR |
| ---- | -------------- | ---- | - | - | - | - | -- | -- | -- |
| 1.   | Arabia Saudita | 6    | 4 | 2 | 2 | 0 | 4  | 1  | +3 |
| 2.   | Cina           | 5    | 4 | 2 | 1 | 1 | 6  | 3  | +3 |
| 3.   | Siria          | 4    | 4 | 2 | 0 | 2 | 2  | 5  | -3 |
| 4.   | Kuwait         | 3    | 4 | 0 | 3 | 1 | 2  | 3  | -1 |
| 5.   | Bahrein        | 2    | 4 | 0 | 2 | 2 | 1  | 3  | -2 |

### Fase a eliminazione diretta

#### Tabellone
|  | Semifinali         | Semifinali         | Semifinali     |                |               | Finale          | Finale          | Finale          |  |
|  |                    |                    |                |                |               |                 |                 |                 |  |
|  | 1A. Corea del Sud  | 1A. Corea del Sud  | 2              |                |               |                 |                 |                 |  |
|  | 1A. Corea del Sud  | 1A. Corea del Sud  | 2              |                |               |                 |                 |                 |  |
|  | 2B. Cina           | 2B. Cina           | 1              |                |               |                 |                 |                 |  |
|  | 2B. Cina           | 2B. Cina           | 1              |                | Corea del Sud | Corea del Sud   | 0 (3)           |                 |  |
|  |                    |                    |                |                | Corea del Sud | Corea del Sud   | 0 (3)           |                 |  |
|  |                    |                    | Arabia Saudita | Arabia Saudita | 0 (4)         |                 |                 |                 |  |
|  | 1B. Arabia Saudita | 1B. Arabia Saudita | Arabia Saudita | Arabia Saudita | 0 (4)         | 1               |                 |                 |  |
|  | 1B. Arabia Saudita | 1B. Arabia Saudita |                |                |               | 1               |                 |                 |  |
|  | 2A. Iran           | 2A. Iran           | 0              |                |               | Finale 3º posto | Finale 3º posto | Finale 3º posto |  |
|  | 2A. Iran           | 2A. Iran           | 0              |                |               |                 |                 |                 |  |
|  |                    |                    |                |                |               |                 |                 |                 |  |
|  |                    |                    |                |                |               | Iran            | Iran            | 0 (3)           |  |
|  |                    |                    |                |                |               | Iran            | Iran            | 0 (3)           |  |
|  |                    |                    |                |                |               | Cina            | Cina            | 0 (0)           |  |

#### Semifinali
| Arbitro: | Mauro |

|                     |           |               |
| Lee Tae-Ho 93’ 103’ | Marcatori | 100’ Mai Chao |

| Arbitro: | Courtney |

|           |           |  |
| Majed 20’ | Marcatori |  |

#### Finale 3º posto
| Arbitro: | Bash |

|                                 |                      |                                 |
| Duan Ju Wang Baoshan Wu Wenbing | Tiri di rigore 0 – 3 | Moharrami Ansaridard Ghayeghran |

#### Finale
| Arbitro: | Vautrot |

|                                              |                      |                                                                   |
| Al-Nuayamah Al-Jawad Majed Al-Saleh Al-Bishi | Tiri di rigore 4 – 3 | Cho Min-Kook Lee Tae-Ho Byun Byung-Joo Kim Joo-Sung Cho Yoon-Hwan |

| Arabia Saudita          |    |                       |     |  |      |
|                         |    |                       |     |  |      |
| P                       | 1  | Abdullah Al-Deayea    |     |  |      |
| D                       | 2  | Abdullah Al-Dosari    | 33’ |  |      |
| D                       | 4  | Ahmad Jamil Madani    |     |  |      |
| D                       | 5  | Saleh Al-Nuayamah     |     |  |      |
| D                       | 13 | Mohammed Al-Jawad (C) |     |  |      |
| C                       | 8  | Fahad Al-Bishi        |     |  |      |
| C                       | 6  | Saleh Al-Saleh        |     |  |      |
| C                       | 10 | Fahad Al-Mosaibeth    |     |  |      |
| C                       | 15 | Youssif Al-Thunian    |     |  | 105’ |
| A                       | 9  | Abdullah Majed        |     |  |      |
| A                       | 17 | Saad Al-Dossary       |     |  | 72’  |
| Sostituzioni:           |    |                       |     |  |      |
| C                       | 7  | Youssef Al-Dossary    |     |  | 105’ |
| A                       | 11 | Meshaien Al Dosari    |     |  | 72’  |
| CT:                     |    |                       |     |  |      |
| Carlos Alberto Parreira |    |                       |     |  |      |

| Corea del Sud |    |                   |      |     |
|               |    |                   |      |     |
| P             | 1  | Cho Byung-Deuk    |      |     |
| D             | 2  | Park Kyung-Hoon   |      |     |
| D             | 13 | Cho Yoon-Hwan     |      |     |
| D             | 17 | Gu Sang-Bum       | 71’  |     |
| D             | 5  | Chung Yong-Hwan   |      |     |
| C             | 19 | Yeo Bum-Kyu       | 109’ |     |
| C             | 4  | Cho Min-Kook      |      |     |
| C             | 8  | Chung Hae-Won (C) |      |     |
| A             | 16 | Kim Joo-Sung      | 50’  |     |
| A             | 14 | Hwang Sun-hong    |      | 58’ |
| A             | 10 | Ham Hyun-Gi       |      | 49’ |
| Sostituzioni: |    |                   |      |     |
| C             | 6  | Lee Tae-Ho        |      | 60’ |
| A             | 11 | Byun Byung-Joo    |      | 87’ |
| CT:           |    |                   |      |     |
| Lee Hoi-Taek  |    |                   |      |     |

## Classifica marcatori
Fonte:
3 reti
- Lee Tae-Ho

2 reti:
- Ma Lin
- Xie Yuxin
- Farshad Pious
- Adel Khamis
- Mansour Muftah
- Khalid Salman
- Byun Byung-Joo
- Chung Hae-Won
- Hwang Seong-Hong
- Kim Joo-Sung

1 rete
- Favad Muhammad
- Gao Shang
- Mai Chao
- Zhang Xiaowen
- Karim Bavi
- Adel Hussein
- Mansoor Muhammad
- Moshin Faray
- Saleh Mubarak Al-Saleh
- Mohamed Sherbani
- Fand Alibishin
- Yousuf Al-Ja'Azeh
- Majed Abdullah
- Walid Nasser
- Walid Al-Hel
- Mohamed Hasan Hussain
- Abdul Aziz Muhammad

### Premi
Fonte:
- Miglior giocatore del torneo:  Kim Joo-Sung
- Miglior marcatore del torneo:  Lee Tae-Ho
- Miglior portiere del torneo:  Zhang Huikang
- Gol più veloce:  Karim Bavi
- All-star team:

| Portiere                         | Difensori                                                         | Centrocampisti | Attaccanti                                                   |
| -------------------------------- | ----------------------------------------------------------------- | --- | ------------------------------------------------------------ |
| Zhang Huikang Abdullah Al-Deayea | Saleh Al-Neayma Mohammed Al-Jawad Chung Yong-Hwan Park Kyung-Hoon | Sirous Ghayeghran Xie Yuxin Mohammed Salim Mubarak Mahboub Mubarak Abdulaziz Al-Hajeri Byun Byung-Joo Chung Hae-Won Adel Khamis Mubarak | Youssef Al-Thunayan Majed Abdullah Kim Joo-Sung Wang Baoshan |